# Galge (sjöfart)
Galge är en ställning bestående av två stöttor och ett tvärstycke. Två sådana begagnas på en del segelfartyg och är placerade på däck, en akter om fockmasten och en för om stormasten, såsom underlag för reservrundhult.